# Bolovănești (okręg Alba)
Bolovănești – wieś w Rumunii, w okręgu Alba, w gminie Ceru-Băcăinți. W 2011 roku liczyła 20 mieszkańców.